# Monte Hérmon
O Monte Hérmon (em hebraico: , transl. Har Hermon,  "montanha sagrada"; em língua árabe: جبل الشيخ, transl. Djabal el-Sheikh, "montanha do xeque", ou "montanha nevada") é uma montanha localizada na porção terminal sul da cordilheira do Antilíbano, na fronteira Líbano-Síria. Com 2814 metros de altitude, o seu pico está quase sempre coberto de neve, enquanto as terras ao redor queimam pelo sol de verão.
Partes da encosta sul do Monte Hérmon fundem-se às Colinas de Golã. A área foi capturada por Israel durante a Guerra dos Seis Dias, em junho de 1967. Foi novamente capturada pela Síria em 6 de outubro de 1973, no primeiro dia da Guerra do Yom Kippur, após a primeira batalha do Monte Hérmon. Israel recuperou tanto setor que controlava anteriormente como os setores sírios, em 21 de outubro, durante a terceira batalha do Monte Hérmon.
Esses setores da montanha, bem como as Colinas de Golã, foram anexados por Israel, em 1981, através da Lei das Colinas de Golã, que impôs as leis e a administração israelenses ao território ocupado. Todavia a anexação não é reconhecida pelas Nações Unidas. A lei das Colinas de Golã foi considerada nula pelo Conselho de Segurança das Nações Unidas, conforme a sua resolução 497, que reafirmou ser inadmissível a aquisição de território pela força. Em 2008, uma sessão plenária da Assembleia Geral da ONU aprovou por 161 a 1 uma moção de apoio à resolução 497 do Conselho de Segurança.

## O Monte Hérmon na Bíblia
O Monte Hérmon foi chamado também de Baal-Hermon (Jz 3,3; 1Cr 5,23). Seu nome aparece na poesia hebraica (Sl 89,12; 133,3; Ct 4,8). É também o possível monte onde Jesus se transfigurou diante de seus apóstolos mais íntimos, embora o Monte Tabor seja o tradicionalmente apontado.

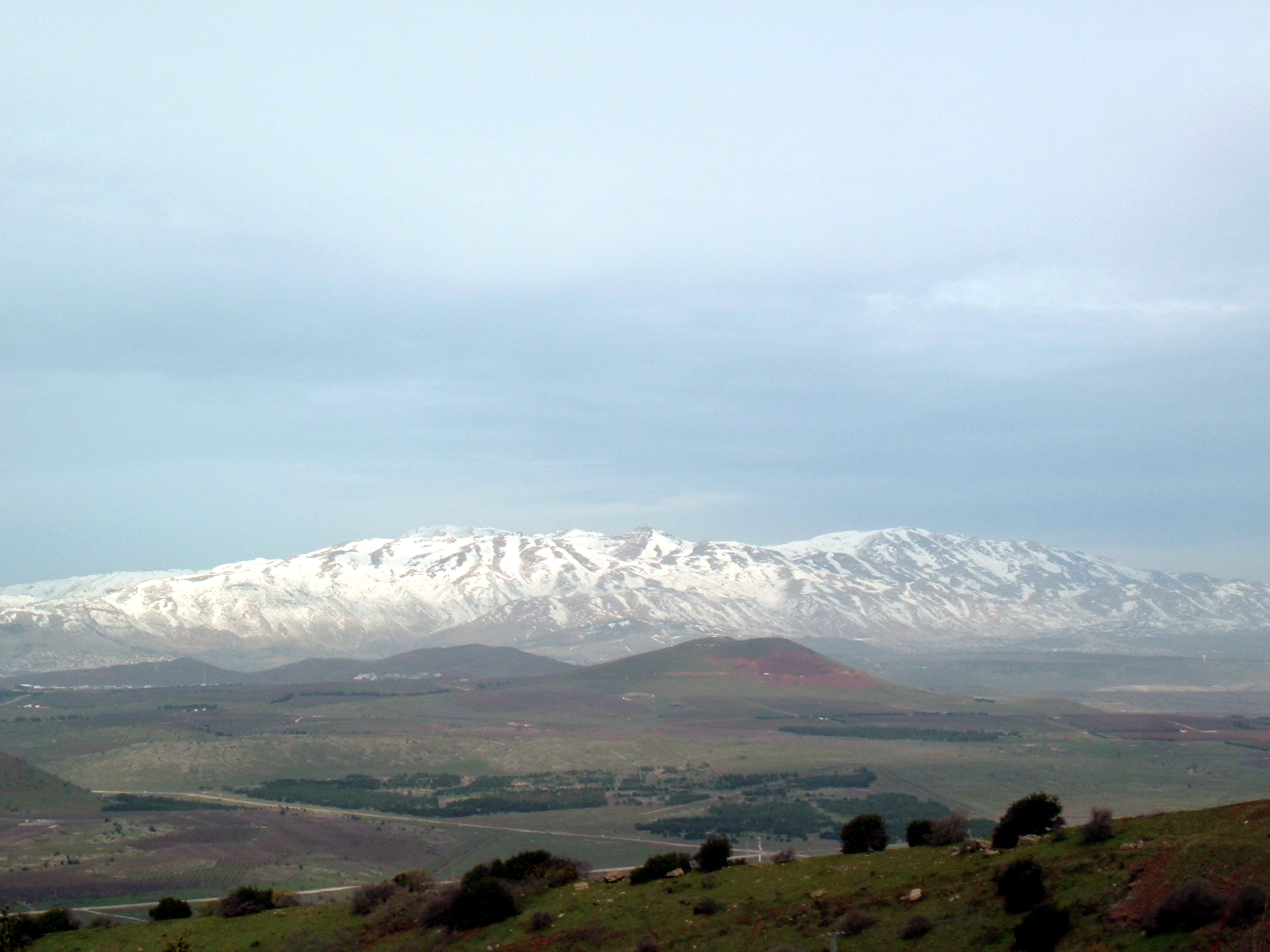
Monte Hermon.